# Chromis retrofasciata
Chromis retrofasciata är en fiskart som beskrevs av Weber, 1913. Chromis retrofasciata ingår i släktet Chromis och familjen Pomacentridae. Inga underarter finns listade i Catalogue of Life.